# Gamboula
Gamboula este un oraș din Republica Centrafricană.